# Henri-Étienne Dérivis
Henri-Étienne Dérivis (né le 2 août 1780 à Albi et mort le 1er février 1856 à Livry-Gargan) est une voix de basse française. Pendant 25 ans, il a été chanteur à l'Opéra de Paris où il a fait ses débuts en 1803.

## Biographie
Dérivis entre au Conservatoire de Paris en décembre 1799. Il fait ses débuts à l'Opéra de Paris, le 11 février 1803  dans le rôle de Sarastro dans Les Mystères d'lsis (la version française de La Flûte enchantée de Mozart). La même année, il est nommé chanteur à la cour de Napoléon. Au cours de ses 25 ans de carrière à l'Opéra, il a joué tous les rôles pour basse et chanté dans de nombreuses premières mondiales, comme La Vestale de Spontini et de Le Siège de Corinthe de Rossini. Sa dernière apparition a eu lieu le 5 mai 1828, dans le rôle d'Œdipe dans l'Œdipe à Colone de Sacchini, un rôle qu'il avait chanté avec beaucoup de succès à de nombreuses reprises dans sa carrière. Après sa retraite de l'Opéra, il a continué à jouer dans des théâtres de province pendant plusieurs années.
Dérivis meurt à Livry-Gargan en 1856, à l'âge de 75 ans. Sa femme mourut en 1819. Elle avait eu une très brève carrière de soprano à l'Opéra de Paris où elle s'est produite, sous son nom de jeune fille, Naudet. Leur fils Prosper Dérivis , est également une basse de l'Opéra de Paris et leur petite-fille Maria Dérivis a chanté des rôles de mezzo-soprano dans divers opéras à la fin du XIXe siècle,,.

## Rôles créés
Les rôles créés par Dérivis au cours de sa carrière à l'Opéra de Paris sont :
- Le chef des prêtres dans La Vestale de Spontini (1807)
- Polyxêne dans  Aristippe de Rodolphe Kreutzer(1808)
- Le souverain sacrificateur dans Fernand Cortez (en) de Spontini (1809)
- Adam dans La Mort d'Adam et son apothéose de Lesueur (1809)
- Démaly dans Les bayadères (en) de Charles-Simon Catel (1810)
- Zéthus dans Les Amazones ou la Fondation de Thèbes (en) de Mehul (1811)
- Alemar dans Les Abencérages (en) de Cherubini (1813)
- Antigone dans Olympie de Spontini (1819)
- Le roi Timorkan dans Aladin ou La lampe merveilleuse de Nicolas Isouard (1822)
- Adam dans La Mort d'Abel (en) de Kreutzer (1823)
- Appius dans Virginie ou Les décemvirs de Henri-Montan Berton (1823)
- Vendôme dans Vendôme en Espagne de Daniel-François-Esprit Auber  (1823)
- Mahomet II dans Le Siège de Corinthe de Rossini (1826)
- Banquo dans le Macbeth d’Hippolyte André Jean Baptiste Chélard (1827).

## Source
- (en) Cet article est partiellement ou en totalité issu de l’article de Wikipédia en anglais intitulé « Henri-Étienne Dérivis » (voir la liste des auteurs).